# 高山市立東山中学校
高山市立東山中学校 （たかやましりつ ひがしやまちゅうがっこう）は、岐阜県高山市にある公立中学校。

## 概要
- 西小学校、北小学校、東小学校、江名子小学校、岩滝小学校などの児童が進学する。

## 沿革
- 1971年（昭和46年）12月 - 大八中学校と岩滝中学校の統合計画が出される。
- 1975年（昭和50年） - 統合が決まる。
- 1976年（昭和51年）10月 - 校舎（鉄筋コンクリート造4階建）が完成。
- 1977年（昭和52年）4月 - 高山市立東山中学校として開校。校区は旧・大八中学校、旧・岩滝中学校の校区に、日枝中学校と中山中学校の校区の一部が加わる。